# Andrzej Głąb
Andrzej Głąb (Chełm, 10 de noviembre de 1966) es un deportista polaco que compitió en lucha grecorromana. Participó en los Juegos Olímpicos de Seúl 1988, obteniendo la medalla de plata en la categoría de 48 kg.

## Palmarés internacional
| Juegos Olímpicos | Juegos Olímpicos     | Juegos Olímpicos | Juegos Olímpicos |
| Año              | Lugar                | Medalla          | Categoría        |
| ---------------- | -------------------- | ---------------- | ---------------- |
| 1988             | Seúl (Corea del Sur) | Medalla de plata | 48 kg            |